# Pseudobrookita
La pseudobrookita és un mineral de la classe dels òxids. Rep el seu nom del grec ψευδής (pseudo), fals, i brookita, perquè la seva semblança amb aquesta espècie mineral és enganyosa.

## Característiques
La pseudobrookita és un òxid de fórmula química Fe₂TiO₅. Cristal·litza en el sistema ortoròmbic. La seva duresa a l'escala de Mohs és 6. Forma una sèrie de solució sòlida amb l'armalcolita.
Segons la classificació de Nickel-Strunz, la pseudobrookita pertany a «04.CB: Òxids amb proporció metall:oxigen = 2:3, 3:5, i similars, amb cations de mida mitja» juntament amb els següents minerals: brizziïta, corindó, ecandrewsita, eskolaïta, geikielita, hematites, ilmenita, karelianita, melanostibita, pirofanita, akimotoïta, auroantimonita, romanita, tistarita, avicennita, bixbyita, armalcolita, mongshanita, zincohögbomita-2N2S, zincohögbomita-2N6S, magnesiohögbomita-6N6S, magnesiohögbomita-2N3S, magnesiohögbomita-2N2S, ferrohögbomita-6N12S, pseudorútil, kleberita, berdesinskiita, oxivanita, olkhonskita, schreyerita, kamiokita, nolanita, rinmanita, iseïta, majindeïta, claudetita, estibioclaudetita, arsenolita, senarmontita, valentinita, bismita, esferobismoïta, sil·lenita, kyzylkumita i tietaiyangita.

## Formació i jaciments
Va ser descoberta l'any 1878 al mont Uroi (Arany Hill), a Simèria, a la província de Hunedoara (Romania). Als territoris de parla catalana se n'ha trobat pseudobrookita al Carxe, a les mines de Nuestra Señora del Carmen, situades a Jumella (comarca de l'Altiplà), i a El Pont de Suert (Alta Ribagorça).